# Jalal al-Din Firuz Xah
Ala al-Din Firuz Xah (+ 1444) fou un amir de Xah Rukh. Era fill d'Arghun Shah Burdalik que hauria arribat a ser un amir prominent per influència de Mubarak Shah Sanjari (Taj al-Salmani diu que era un esclau turcman) i va tenir un paper crucial en la successió de Khalil Sultan, sent executat per ordre de Xah Rukh el 1409. Tot i així Firuz Xah fou sempre lleial a Xah Rukh al que ja servia en vida del pare.
El 1407 va participar en la campanya de Mazanderan contra el kan de Gurgan i Astarabad, Pirak Pasha. El febrer del 1409 Xah Rukh va designar al seu fill Ibrahim Sultan com a governador d'Herat amb l'amir Jalal al-Din Firuz Xah al seu costat. Firuz Xah va participar en la campanya de Transoxiana contra Xaikh Nur al-Din (1410-1411).
El 1412 Xah Rukh va enviar a Badakhxan als amirs Midrab Bahadur, Said Ali Tarkhan i Firuz Xah. Van passar per Balkh, governada pel fill de l'emperador, Ibrahim Sultan, i van seguir al sud; després de passar Baghlan van arribar a Ixkemeix. El xah Baha al-Din va fugir cap a les muntanyes. Ibrahim Sultan que s'havia unit a l'expedició es va aturar a Keixem. L'exèrcit victoriós va ocupar la ciutat de Badakhxan i va penetrar cap els districtes de Sagnan, Gand i Bamir (on tradicionalment se situava el naixement del Jihun o Oxus). Es va fer un botí enorme i van retornar a la ciutat de Badakhxan. Xah Mahmud, germà de Baha al-Din, que havia estat a la cort de Xah Rukh anteriorment, fou nomenat xah governador
El 1415 Xah Rukh va enviar a l'amir Jalal al-Din Firuz Xah amb forces d'elit amb ordres de reunir-se amb Ibrahim Sultan i conjuntament posar fi a la situació causada per Baykara. Ibrahim havia hagut de sortir de Siraz. Una ordre imperial va ordenar a tots els amirs reunits a Rayy d'agafar el camí de Siraz. Un correu va anar a Abarkuh per ordenar a Firuz Xah d'anar a Koixkizerd o Kasri Zerd (Castell Groc) per trobar-se amb Ibrahim Sultan i allí reunir-se amb els diversos amirs que anàvem cap allí per marxar junts cap a Siraz. Finalment la ciutat fou ocupada i Ibrahim restaurat.
Firuz Xah lapareix també com a governador d'Esfahan (1414) i encara que ell no va residir allí, els seus agents van controlar la ciutat molt de temps, probablement fins al menys el 1444 o potser més i tot. També fou recaptador de taxes de Jam i a Balkh, en aquest segon cas com a part de les seves responsabilitat al diwan però ebn el cas de Jam segurament vinculat al seu patronatge: va construir diversos edificis a Jam ioncloent mesquites i madrases especialment en el període 1440-1442. Va posseir nombroses propietats per tot el regne i fou patro de sayyis de Síria, Egipte i l'Hejaz. Com altres amirs importants també va tenir presència a Herat on també va construir algun edificis, estant constatat una madrasa, un mausoleu i un khanaka o monestir (també hi ha construccions d'altres notables com Xah Malik, que va construir una mesquita, una madras feta per l'amir Chaqmaq o algunes edificacions d'Alikeh Kukeltaix, així com diversos edificis d'altres amirs)
Als darrers anys del regnat de Xah Rukh, a mesura que la administració s'aprimava el poder dels que restaven creixia. i van destacar Firuz Xah i l'amir Alikeh Kukeltaix, que van adquirir un poder que fins i tot va crear ressentiments. Mort Alikeh el 1440, el poder en mans de Firuz Xah encara va augmentar mes combinat amb que Xah Rukh anava envellint i cada cop estava menys atents a les petites coses de govern. En aquestes circumstàncies va abusar de la seva posició. El juliol de 1441 va esclatar un escandol seriós que va obligar a la intervenció de Xah Rukh, amb relació a certes queixes sobre Jalal al-Din Firuz Xah que va portar a la destitució del segon visir més poderós, contra la voluntat del màxim funcionari del dıwan. El 1344 hi havia prou evidència de les irregularitats que havia acumulat i Xah Rukh va donar ordre al seu fill Muhammad Txuqi d'investigar els afers del diwan; la investigació afectava de ple l'àrea de responsabilitat de Firuz Xah. Xah Rukh es vaposar molt malalt (març de 1444) i la investigació va estar parada, però el vell sultà es va recuperar (juny de 1444) i la investigació va prosseguir i va trobar proves de seriosos problemes. Firuz Xah no fou capaç de suportar la seva deshonra i al cap de poc es va posar malalt i es va morir.